# Biograf-Theatret
Biograf-Theatret er en tidligere biograf, der var beliggende på Vimmelskaftet 47 på Strøget i København. Biograf Theatret blev grundlagt af den danske filmmand Ole Olsen i 1905 og lukkede i 1926. 

## Navn
Biografens navn blev gengivet på flere måder. På biografens facade mod Vimmerlskaftet var angivet "Biograf-Theatret". I avisannoner var angivet "Biograf Theater" og biografen blev også omtalt som Københavns (eller Kjøbenhavns) Biografteater og senere som Biografteatret.

## Historie
De første filmforevisninger i Danmark omkring år 1900 fandt sted i bygninger, der oprindelig var indrettet til andre formål og der var ikke bygninger dedikeret alene til det formål at vise film. Den danske filmmand Constantin Philipsen havde dog i september 1904 åbnet Danmarks første permanente biograf, Kosmorama, på Strøget i København, hvor publikum kunne se film.
Kort efter åbningen af Kosmorama åbnede Alfred James Gee og Ole Olsen endnu en biograf, Biograf Theatret. De to havde haft diverse job i cirkus og på markedspladser og Gee have bl.a. havde vist film for publikum i Cirkus Varieté. Den nye biograf havde plads til 153 stående tilskuere. Åbningen fandt sted den 15. april 1905, hvor der vistes film af en togtur gennem bjerge og tunneler i Schweiz, en film om cowboys og indianere og som hovedattraktion Georges Méliès' franske film Jeanne d'Arc, der fik den danske titel Jomfruen af Orleans, der på dramatisk vis skildrer Jeanne d'Arcs og død på bålet. Filmen varede hele 10 minutter. 
Biografen blev delvist bestyret af en ung Viggo Larsen. Efter åbningen overtog Ole Olsen Alfred Gees ejerandel, men Olsen solgte allerede i 1906 biografen til nye ejere, men beholdt biografbevillingen. Ole Olsen havde konstateret, at det var vanskeligt at skaffe nye film til biografen og han grundlagde derfor et filmproduktionselskab i Valby og tog Viggo Larsen med sig. Ole Olsens nye filmselskab, det senere Nordisk Films Kompagni, leverede film til Biograf Theatret, og det første danske filmprogram i biografen fik premiere den 15. september 1906 med de fire film Mellem Aber og Bjørne, Fiskerliv i Norden, Fæstningskrigen og En Foræring til min Kone. Allerede i 1906 udvides biografen til 223 pladser, og der blev nu også mulighed for at købe billet til en stoleplads.
Ole Olsen mistede bevillingen til biografen (som havde andre ejere), da justitsminister P.A. Alberti fratog Olsen biografbevillingen efter kontroversen omkring filmen Løvejagten (1907) og i stedet gav bevillingen til personlige bekendte.
Programmerne i Biograf-Theatret var for det meste sat sammen af flere kortere film, naturoptagelser, reportager, farcer, korte dramaer m.v. Først i slutningen af 1910'erne begyndes at vises noget længere film, herunder den 64 minutter lange tyske film Køkkengrevinden med stumfilmstjernen Henny Porten i hovedrollen. Udover filmene fra Nordisk Film og tyske film, viste Biograf-Theatret også amerikanske film.
Den hastige udvikling indenfor film og biografteatre gjorde imidlertid hurtigt Biograf-Theatret utidssvarende. Der var siden åbningen i 1906 åbnet mange andre større og mere moderne biografer i København, og Biograf-Theatret havde sin sidste forestilling den 31. marts 1926, hvorefter biografen lukkede.